# Vanån
Der Vanån ist ein Fluss in Dalarna in Schweden.
Der Vanån hat eine Länge von etwa 110 km. Er mündet bei Vansbro in den Västerdalälven. Der Fluss ist in Schweden durch die Austragung des Vansbrosimningen (Vansbroschwimmen), bei dem die Teilnehmer circa 2 km im Vanån und 1 km im Västerdalälven zurücklegen, bekannt.
Am Flusslauf wurden mehrere Wasserkraftwerke errichtet, beispielsweise nördlich der Gemeinde Mora.